# Rodels
Rodels (toponimo tedesco; in romancio Roten) è una frazione di 310 abitanti del comune svizzero di Domleschg, nella regione Viamala (Canton Grigioni).

## Geografia fisica
Rodels è situato nella Domigliasca, alla destra del Reno Posteriore.

## Storia
Già comune autonomo istituito nel 1851, si estendeva per 1,68 km² e comprendeva anche la frazione di Nueins; il 1º gennaio 2015 è stato aggregato agli altri comuni soppressi di Almens, Paspels, Pratval e Tomils per formare il nuovo comune di Domleschg.

## Monumenti e luoghi d'interesse
- Chiesa parrocchiale cattolica dei Santi Cristoforo e Giacomo Maggiore, attestata dal 1697[2].

## Società

### Evoluzione demografica
L'evoluzione demografica è riportata nella seguente tabella:
Abitanti censiti

### Lingue e dialetti
Già paese di lingua romancia, è stato progressivamente germanizzato; nel 1980 parlava romancio il 16% della popolazione, nel 2000 il 4%.

## Economia
L'economia locale trae impulso principalmente dall'agricoltura (vivaismo).

## Infrastrutture e trasporti
Rodels è servito dalla stazione di Rodels-Realta della Ferrovia Retica (linea Landquart-Coira-Thusis); dista 3 km dall'uscita autostradale di Thusis nord, sulla A13/E43, e 26 km da Coira.